# Attacchi missilistici su Gəncə del 2020
Gli attacchi missilistici su Gəncə del 2020 (in azero: Gəncə bombalanmaları) comprendono quattro diversi attacchi missilistici compiuti contro la città di Gəncə, in Azerbaigian nell'ottobre 2020, durante la seconda guerra del Nagorno Karabakh.
Il primo attacco fu compiuto il 4 ottobre, uccidendo un civile e ferendone più di 30. Questo attacco è risultato il primo compiuto fuori dall'area di guerra, la regione del Nagorno Karabakh. Il secondo attacco avvenne l'8 ottobre, senza però provocare feriti. Il terzo attacco sopravvenne il 10 ottobre. Secondo il Ministro degli Esteri azero, sono morte almeno sette persone e più di 33 sono rimaste ferite. Il quarto e ultimo attacco avvenne il 17 ottobre e provocò la morte di 15 persone e il ferimento di 33. Oltre alle perdite umane, va considerata la distruzione e il danneggiamento di molte infrastrutture e di molti veicoli.
L'Azerbaigian ha accusato l'Armenia di aver compiuto gli attacchi, ma quest'ultima ha negato ogni responsabilità. La Human Rights Watch ha denunciato le forze armene come responsabili di tutti gli attacchi.

## Antefatti
Il 9 ottobre 2020 sono iniziati a Mosca i colloqui trilaterali sul conflitto del Nagorno Karabakh tra i ministri degli esteri di Russia, Azerbaigian e Armenia. Sergey Lavrov, Jeyhun Bayramov e Zohrab Mnatsakanyan hanno preso parte alle discussioni. L'incontro si è tenuto presso la "Reception House" del ministero degli esseri russo. Il ministro degli esteri russo Sergey Lavrov ha rilasciato una dichiarazione congiunta a seguito dei colloqui. La dichiarazione afferma: "In risposta a una richiesta del presidente russo Vladimir Putin e in accordo con il presidente russo Vladimir Putin, il presidente azero Ilham Aliyev e il primo ministro armeno Nikol Pashinyan, le parti hanno concordato di compiere i seguenti passi: 
1. viene dichiarato un cessate il fuoco per scopi umanitari, mediato dal Comitato Internazionale della Croce Rossa e secondo i suoi criteri, dal 12 ottobre 2020, per lo scambio di prigionieri di guerra, altri detenuti e le salme dei morti;
2. saranno inoltre concordati parametri specifici del cessate il fuoco;
3. la Repubblica dell'Azerbaigian e la Repubblica dell'Armenia, attraverso la mediazione dei copresidenti del Gruppo di Minsk dell'OSCE, iniziano negoziati sostanziali per una rapida soluzione pacifica del conflitto sulla base dei principi fondamentali della soluzione;
4. Le parti affermano l'immutabilità del formato di negoziazione.

## L'attacco
Alle 07:00, l'ufficio del procuratore generale ha dichiarato che le forze armate nemiche hanno sparato su un edificio residenziale composto da più appartamenti nella parte centrale di Gəncə, la seconda città più grande della Repubblica dell'Azerbaigian, fuori dalla linea del fronte l'11 ottobre 2020 intorno 02:00. Di conseguenza, 5 persone sono morte, 28 sono rimaste ferite e numerose infrastrutture civili sono state gravemente danneggiate. La dichiarazione afferma che le forze armate armene hanno sparato su un'area densamente popolata a Gəncə utilizzando il sistema missilistico Tochka-U.

### Primo attacco
Il 4 ottobre, la città di Gəncə è stata colpita per la prima volta da un missile balistico OTR-21 TOCHKA. Sebbene la parte azera ha affermato che l'Armenia era responsabile dell'attacco, la parte armena ha negato le accuse. I funzionari del cosiddetto Nagorno Karabakh hanno ufficialmente rivendicato l'attacco. Dissero che l'obiettivo non erano i civili ma edifici militari della città, così come l'aeroporto internazionale di Gəncə. La parte azera ha dichiarato che non c'erano edifici militari a Gəncə. Un giornalista russo e direttore dell'aeroporto sul posto ha negato che l'aeroporto, che era stato chiuso da marzo a causa della pandemia di COVID-19, fosse stato colpito. Una persona è stata uccisa e 30 sono rimaste ferite nell'attacco.

### Secondo attacco
Secondo ANAMA, Gəncə è stata attaccata da Scud l'11 e il 17 ottobre. L'8 ottobre, Gəncə è stata attaccata di nuovo. Di conseguenza, nessuno è rimasto ucciso o ferito, ma case e veicoli sono stati gravemente danneggiati.

### Terzo attacco
A seguito del cessate il fuoco firmato il 10 ottobre, alle 02:00 ora locale, il ministro della Difesa azero ha dichiarato che le forze armate armene, situate nella regione di Berd in Armenia, avevano sparato su Ganja dei missili balistici Scud. Il razzo ha colpito un edificio residenziale e lo ha completamente distrutto. Poco dopo sono arrivate sul posto squadre di ricerca e soccorso. A seguito dell'attacco, le infrastrutture della città sono state gravemente danneggiate. In totale, 31 appartamenti sono stati completamente distrutti e le strutture e i veicoli intorno alla scena sono stati gravemente danneggiati. In totale 95 appartamenti con 205 persone sono stati colpiti dall'attacco. L'Armenia ha negato la responsabilità dell'attacco. Come risultato dell'attacco, 10 persone sono state uccise e 40 sono rimasti ferite. Tra le vittime c'erano donne e bambini.

### Quarto attacco
Il 17 ottobre, all'1:00 circa ora locale, i funzionari azeri hanno riferito che le forze armate armene avevano sparato su Gəncə con missili balistici Skat. I giornalisti hanno detto che in città si sono udite tre forti esplosioni. Secondo Ria Novosti, i missili balistici sono atterrati in un'area densamente popolata. Allo stesso tempo, un gran numero di diverse case e altri edifici furono danneggiati. Il primo razzo è atterrato a soli 2 km dal centro della città, e il secondo è atterrato nella regione di Kapaz, a ovest della città. Vasily Polonski, corrispondente del Dojd, ha detto che non c'erano strutture militari, comprese strutture importanti, vicino ai siti dei missili. Secondo i funzionari locali, 20 case sono state distrutte e un gran numero di civili è rimasto sotto le macerie. Squadre di ricerca e soccorso della Repubblica dell'Azerbaigian, impiegati del ministero della Difesa dell'Azerbaigian sono arrivati sul posto e hanno iniziato a evacuare le vittime. L'Armenia ha negato che l'attacco sia stato effettuato da loro. Come risultato dell'attacco, 14 persone sono state uccise e 55 ferite.

## La risposta dell'Azerbaigian
Il 14 ottobre, l'Azerbaigian ha dichiarato che in risposta al terzo attacco, le forze armate azere hanno distrutto tre missili tattici R-17 Elbrus nella regione di Kəlbəcər. Presumibilmente, questi missili hanno colpito le città azere di Gəncə e Mingəçevir. Sebbene la parte armena ammettesse l'invasione delle regioni all'interno dell'Armenia, negò che stesse effettuando gli attacchi contro l'Azerbaigian.
Tre giorni dopo, il presidente azero İlham Əliyev ha dichiarato che le forze azere avevano liberato la città di Fuzuli e molti dei suoi villaggi in risposta al quarto attacco.

## Reazioni
Gli attacchi sono stati fermamente condannati dal governo azero, e il terzo attacco è stato valutato come un atto di genocidio contro il popolo azero. Il presidente azero İlham Əliyev ha definito il terzo attacco un crimine di guerra, lo ha descritto come una violazione del cessate il fuoco e ha detto che sarebbe stata data una risposta appropriata. Ha anche definito il quarto attacco un crimine di guerra e ha promesso una risposta adeguata. Əliyev  ha aggiunto che se la comunità internazionali non avrebbe reagito, l'Azerbaigian avrebbe punito l'Armenia.
A livello internazionale, il terzo e il quarto attacco sono stati condannati dalla Turchia, che ha descritto quest'ultimo come un crimine di guerra. Gli ambasciatori del Qatar, Malesia, Svizzera e Regno Unito in Azerbaigian hanno espresso le loro condoglianze per il terzo attacco, mentre l'Unione europea ha condannato il quarto attacco e il Segretario generale delle Nazioni Unite Antonio Guterres l'ha descritto come inaccettabile. Le autorità di Artsakh, che avevano chiesto l'evacuazione di Ganja, hanno pubblicato un elenco che menzionava obiettivi militari all'interno della città.
Il 16 ottobre, azeri, azeri iraniani e turchi che vivono nel Regno Unito si sono riuniti davanti alla sede londinese di Amnesty International e hanno tenuto una manifestazione di protesta, condannando il bombardamento delle forze armate armene di aree residenziali e civili a Gəncə, Mingəçevir, Tərtər e altre regioni. Il giorno successivo, gli azeri americani hanno tenuto una manifestazione a Chicago, condannando gli attacchi missilistici. Il giorno seguente, gli azeri britannici hanno commemorato le persone uccise, mentre georgiani hanno tenuto una manifestazione davanti al Palazzo del Parlamento a Tbilisi. Lo stesso giorno, gli azeri russi hanno dedicato parte dell'ingresso dell'ambasciata dell'Azerbaigian in Russia a Mosca alla memoria delle vittime dell'attacco del 17 ottobre.